# Chrysomima bubula
Chrysomima bubula är en fjärilsart som beskrevs av Druce 1892. Chrysomima bubula ingår i släktet Chrysomima och familjen mätare. Inga underarter finns listade i Catalogue of Life.